# Chiesa di San Giovanni Battista (Copparo)
La chiesa di San Giovanni Battista è la parrocchiale a Tamara, frazione di Copparo, in provincia di Ferrara. Risale al X secolo.

## Storia
L'antica pieve di Tamara viene documentata sin dal 920. Al tempo della sua fondazione la sua intitolazione era a San Giorgio e rientrava nella diocesi di Ravenna.
Nel 1434 la sua dedicazione venne modificata, e divenne chiesa di San Giovanni Battista.
All'inizio del XVIII secolo fu oggetto di interventi di ristrutturazione.
Nella prima metà del XIX secolo l'edificio preesistente, crollato, venne sostituito da una nuova costruzione, e per fungere da torre campanaria, in quell'occasione, si decise di modificare allo scopo l'antica torre di guardia costruita a suo tempo per servire la zona paludosa limitrofa.
Quando si verificò il terremoto dell'Emilia del 2012, la chiesa ne risultò fortemente compromessa e fu dichiarata inagibile. Rimane in attesa di lavori di ripristino.